# La Trahison du Christ
La Trahison du Christ est une peinture à l'huile du peintre flamand Jacob Jordaens, datée des années 1650 et conservée au Cleveland Museum of Art.

## Description
Le tableau représente un épisode du Nouveau Testament : l'arrestation de Jésus et le baiser de Judas. 
Une troupe de soldats arrive avec des torches et des armes pour arrêter le Christ. Jordaens mêle les soldats à des villageois et gens du peuple surgissant de la nuit avec des armes de fortune. Il capte avec justesse l’agitation, les expressions de peur, de colère, de confusion et de tension de cette foule en train de devenir une masse menaçante. Judas, souriant faussement, s'apprête à embrasser Jésus, tandis qu’un officier attend anxieusement de l’arrêter. 
Au premier plan, Pierre, près de Malchus à terre, lève son épée pour lui couper l’oreille. Un chien et un soldat réagissent à la scène et un homme vêtu de rouge, éclairé par la lanterne dans le style de Georges de La Tour, observe la scène.
Enfin, deux apôtres se tiennent à l’écart dans l’ombre, observant avec peur et incrédulité. Le jeune apôtre, en particulier, témoigne de la capacité de Jordaens à représenter toute la complexité de l’âme humaine. Ces figures discrètes rappellent les observateurs typiques des œuvres de l’artiste, qui donnent souvent à ses tableaux une dimension théâtrale.
Jordaens compose une courbe partant de l'homme penché en bas à gauche menant au Christ, éclairé par la lanterne de Judas. Le contraste entre la fragilité lumineuse du Christ et la brutalité de ses agresseurs souligne son isolement spirituel face à la violence qui approche.
La scène est intensifiée par la chaleur des couleurs et le jeu dramatique de la lumière. Des tons rouges, bruns et ocres créent une atmosphère brûlante, où les visages éclairés deviennent presque grotesques, évoquant l’influence de Bosch. Le Christ, pâle et vêtu de bleu, se détache de cette ambiance infernale. Le style de Jordaens est fluide et expressif, avec des touches larges pour les drapés. Il utilise des teintes chaudes pour les ombres et des tons lumineux pour les reflets, sans chercher le réalisme de Rubens. Son approche brute et directe du corps humain et des visages accentue l’émotion de la scène, annonçant des œuvres plus tardives.

## Analyse
Avec ce tableau, Jordaens s’inscrit dans la tradition des peintres flamands du XVIe siècle inspirés de la vie quotidienne et de l’observation du réel. En combinant cet héritage avec les apports de Rubens et Van Dyck, Jordaens parvient à élever la peinture flamande à une dimension supérieure.
L’atmosphère grave et la  concentration sur la figure du Christ, que l'on retrouve dans d'autres peintures de Jordaens des années 1650 et 1660, témoignent de l'influence du calvinisme sur le peintre. Ici, le Christ apparaît comme une figure spirituelle et humble, alors que dans d’autres versions il prend une allure royale. Cette évolution reflète l’idée calviniste du Christ chargé de racheter l’humanité du péché originel.
La Trahison du Christ s’inscrit dans la tradition flamande des scènes nocturnes, appréciées pour leur naturalisme. Ces représentations, qu’elles soient religieuses ou inspirées de la vie populaire, étaient largement reconnues comme une spécialité des peintres des Pays-Bas méridionaux.

## Historique
Une Trahison du Christ peinte par Jordaens est mentionnée par Joachim von Sandrart et Arnold Houbraken au XVIIe siècle. Un tableau du même nom fait partie de la collection du peintre Jürgen Ovens après sa mort en 1691. Toutefois, rien ne prouve qu'il s'agit bien du tableau conservé aujourd'hui à Cleveland. La première mention explicite du tableau remonte à 1876, date à laquelle il fait partie des collections du château de Gavnø, propriété du comte Otto Thott (en). En 1968, le propriétaire du château, Axel Reedtz-Thott (da), le met en vente à Londres. Il est acheté en 1970 par le musée de Cleveland.